# Karl Sittl
Karl Sittl (auch Carl Sittl und mit latinisierten Formen des Vornamens; * 13. Februar 1862 in Passau; † 9. Mai 1899 in Würzburg) war ein deutscher Altphilologe und Klassischer Archäologe.

## Leben
Karl Sittl studierte Klassische Philologie und Archäologie an der Universität München, wo er sich vor allem an Eduard Wölfflin anschloss. Am 4. März 1882 wurde er zum Dr. phil. promoviert. Nach seiner Habilitation lehrte er als Privatdozent an der Universität München. Von 1889 bis zu seinem Tod 1899 war er Professor für Philologie und Archäologie an der Universität Würzburg. Er beschäftigte sich mit vielen verschiedenen Aspekten der Klassischen Altertumswissenschaften, angefangen bei Problemen der lateinischen Sprache über literaturwissenschaftliche und historische Themen bis zu kulturgeschichtlichen und archäologischen Themen. 1893 wählte ihn das Deutsche Archäologische Institut zum korrespondierenden Mitglied.
Sittl betätigte sich auf verschiedenen wissenschaftlichen Gebieten, ohne mit seinen Veröffentlichungen große Erfolge zu erzielen. In seiner Geschichte der griechischen Literatur (1884–1887) stritt er alle äolischen Einflüsse auf den homerischen Dialekt ab. Diese These wurde vom Sprachwissenschaftler Gustav Hinrichs eingehend widerlegt, so dass Sittls Buch in der Fachwelt ignoriert wurde.
Eine Edition der lateinischen Mathesis des Firmicus Maternus, einer Fachschrift über Astrologie, kündigte Sittl 1887 an. Der erste Band mit den Büchern 1–4, 1894 im Teubner Verlag erschienen, erwies sich als vollkommen unzureichend, wie Wilhelm Kroll und Franz Skutsch in einer eingehenden Rezension vorführten. Aufgrund der eklatanten Mängel in der Textkonstitution und Textkritik entschied sich der Verlag, das Werk einzustampfen und Kroll und Skutsch mit einer neuen Edition zu beauftragen, die in zwei Bänden 1897 und 1913 erschien.
Auch Sittls systematisches Handbuch Archäologie der Kunst (1895) wurde von verschiedenen Rezensenten (Georg Ferdinand Dümmler, Friedrich Koepp) als oberflächlich und unzuverlässig abgetan.
1895 nahm Sittl die Ehrenmitgliedschaft der katholischen Studentenverbindung W.K.St.V. Unitas Hetania in Würzburg an. Seit 1896 war er Ehrenmitglied der katholischen Studentenverbindung KDStV Markomannia Würzburg.
Nach seinem frühen Tod im Alter von 37 Jahren kaufte der Leipziger Verleger Gustav Fock Sittls Bibliothek im Umfang von mehr als 2000 Bänden. Von ihm erwarb sie der amerikanische Philologe John Williams White für die Wesleyan University.

## Schriften (Auswahl)
- Die lokalen Verschiedenheiten der lateinischen Sprache mit besonderer Berücksichtigung des afrikanischen Lateins. Erlangen 1882 (Digitalisat).
- Die Wiederholungen in der Odyssee. Ein Beitrag zur Homerischen Frage. München 1882 (Digitalisat).
- Geschichte der griechischen Literatur bis auf Alexander den Grossen. Ackermann, München 1884–1887 (Digitalisat).
- Die Gebärden der Griechen und Römer. Teubner, Leipzig 1890.
- Die Patrizierzeit der griechischen Kunst. Stahel, Würzburg 1891.
- Iulii Firmici Materni Matheseos libri VIII. Pars prior. Teubner, Leipzig 1894 (mehr nicht erschienen).
- Archäologie der Kunst (= Handbuch der Altertumswissenschaft. Band VI). Beck, München 1895 (Digitalisat).